# Ziemie Rzeczypospolitej pod zaborami

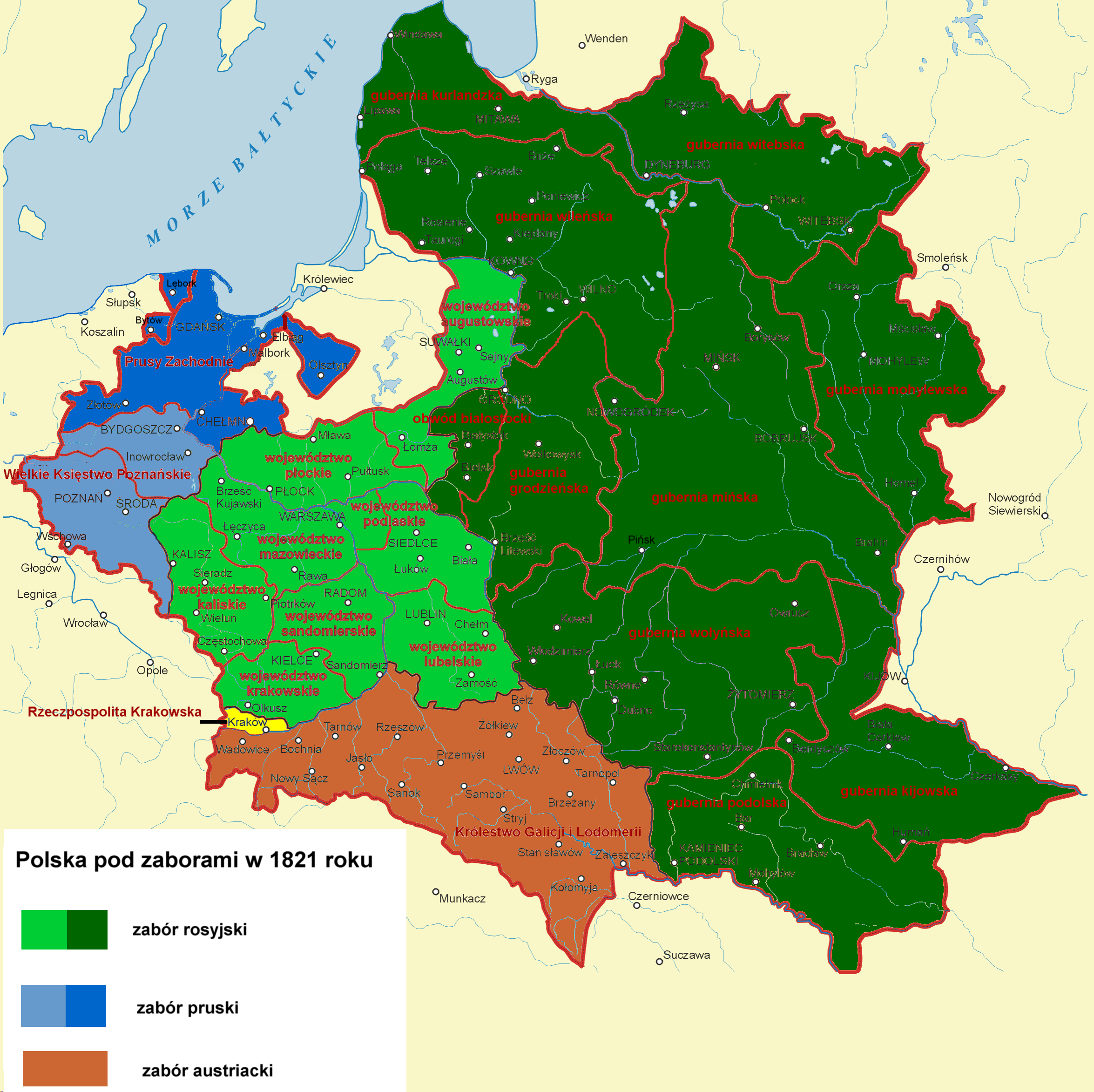
Ziemie Rzeczypospolitej pod zaborami w 1821 roku

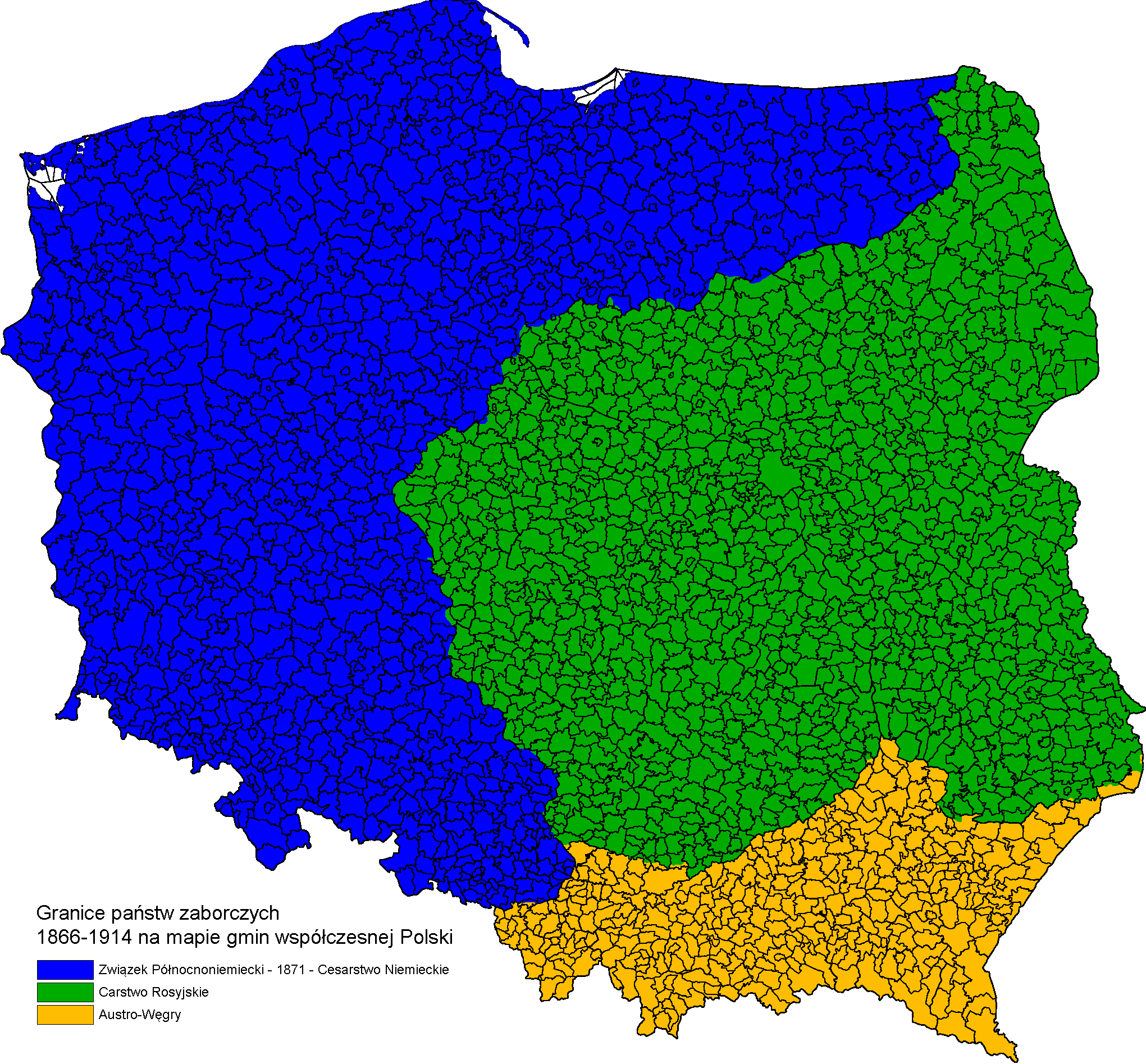
Tereny państw zaborczych od 1866 do 1914 roku na mapie gmin współczesnej Polski

Ziemie Rzeczypospolitej pod zaborami – ziemie Rzeczpospolitej Obojga Narodów wcielone w następstwie rozbiorów do państw zaborczych.

## Historia

### Kalendarium
- Galicja (1772–1918)
- Powstanie wielkopolskie (1794)
- Powstanie wielkopolskie (1806–1807)
- Wolne Miasto Gdańsk (1807–1813)
- Księstwo Warszawskie (1807–1815)
- Królestwo Polskie (kongresowe) (1815–1831)
- Wielkie Księstwo Poznańskie (1815–1849)
- Wolne Miasto Kraków (1815–1846)
- Powstanie listopadowe (1830–1831)
- Rabacja galicyjska (1846)
- Powstanie krakowskie (1846)
- Powstanie wielkopolskie (1846)
- Wiosna Ludów na ziemiach polskich (1848)
- Powstanie wielkopolskie (1848)
- Powstanie styczniowe (1863–1864)
- Powstanie zabajkalskie (1866)
- Rewolucja 1905 roku w Królestwie Polskim
- Królestwo Polskie (1916–1918)

### 1795–1831
Rozdział historii Polski obejmujący okres od III rozbioru Polski do upadku powstania listopadowego. Po upadku państwa polskiego (1795) państwo polskie zostało podzielone przez 3 państwa: Austrię, Królestwo Prus i Rosję. Podział państwa spowodował falę emigracji, której głównym kierunkiem były tereny dzisiejszych Włoch, a także Saksonia i Francja. W styczniu 1797 powstały tam oddziały wojska polskiego zwane Legionami Polskimi we Włoszech. Dowódcą był generał Jan Henryk Dąbrowski. Legiony brały udział w bitwach o Rzym, a w lipcu 1797 doczekały się własnej pieśni zwanej Pieśnią Legionów Polskich we Włoszech, której 4 zwrotki stały się w 1926 polskim hymnem państwowym. Po pokonaniu 3 zaborców przez wojska francuskie i wyzwoleniu części ziem polskich utworzono w 1807 Księstwo Warszawskie. W 1809 zostało ono rozszerzone o część ziem zaboru austriackiego. Około 100 tys. armia polska wzięła udział we francuskiej inwazji na Rosję (1811–1812). Po klęsce Napoleona i zesłaniu go na Wyspę Świętej Heleny Księstwo Warszawskie zostało oddane pod administrację rosyjską. Po kongresie wiedeńskim (1815) jego nazwa została zmieniona na Królestwo Polskie, z carem rosyjskim jako królem Polski. 29 listopada 1830 wybuchło w Królestwie Polskim powstanie listopadowe, które 25 stycznia 1831, po detronizacji cara Mikołaja I, przekształciło się w wojnę polsko-rosyjską. Wojna ta zakończyła się zwycięstwem Rosji. Królestwo Polskie straciło większość atrybutów niezależności i de facto stało się częścią Imperium Rosyjskiego.

### 1831–1914
Klęska powstania listopadowego w 1831 roku wzmocniła pozycję Imperium Rosyjskiego w Europie i negatywnie wpłynęła na sytuację społeczeństwa polskiego. Car Mikołaj I odszedł całkowicie od polityki Aleksandra I, co zachęciło również pozostałych zaborców do wprowadzenia ostrego kursu na własnym terenie.
Zgodnie z postanowieniami przyjętymi w Münchengrätzu w 1833 roku zaborcy gwarantowali wzajemne wydawanie uciekinierów politycznych i współdziałanie w ściganiu nowych spisków i prób powstańczych. W dodatku poparło ich papiestwo, które encykliką Grzegorza XVI Cum primum ostro potępiło powstanie listopadowe jako „rewolucję”. Papież był szczególnie uczulony na wszelkie zrywy tego typu, bowiem rewolucjoniści włoscy zagrażali jemu samemu w Państwie Kościelnym. W przyszłości Rosja, Niemcy i Austro-Węgry miały wykorzystywać encyklikę do nakłaniania kleru polskiego do przeciwstawiania się walce o wyzwolenie narodowe Polaków.
W Królestwie Kongresowym (zwanym potocznie Kongresówką) i na pozostałych terytoriach zaborów podjęto próby zachowania świadomości narodowej. Chociaż nie brakowało spisków i przygotowań powstańczych, częstokroć inspirowanych przez kręgi Wielkiej Emigracji (jak np. partyzantka Zaliwskiego), pojawiła się również idea pracy organicznej, stawiająca na rozwój gospodarczy, naukę i kulturę narodową, dzięki którym opierano się coraz bardziej nasilonej rusyfikacji i germanizacji. Ważnymi ośrodkami walki o zachowanie polskości były (obok najdłużej niezależnego Krakowa) Warszawa w zaborze rosyjskim, Lwów w austriackim i Poznań w pruskim. W omawianym okresie doszło też do kilku ważnych zrywów niepodległościowych z powstaniem styczniowym na czele. W ich wyniku Polska poniosła ogromne straty zarówno w ludziach, jak i w dobrach materialnych.
Jednocześnie był to okres wzmożonej urbanizacji, znacznego rozwoju przemysłowego i rodzących się – nieznanych dotąd (lub też nie odgrywających większej roli) w Polsce klas – robotniczej, inteligencji i burżuazji, a wraz z nimi nowych prądów politycznych o podłożu społecznym. Zniesienie pańszczyzny doprowadziło do utworzenia (wbrew intencjom zaborców) ruchu ludowego, istotnego czynnika wychowania socjalnego i narodowego na wsi. Te zmiany doprowadziły – pod koniec XIX wieku – do powstawania ugrupowań politycznych, które obok haseł nacjonalistycznych głosiły też hasła społeczne i jednocześnie (pod koniec omawianego okresu, w Galicji) licznych organizacji o charakterze paramilitarnym, co legło u podstaw budowania zaczątków sił zbrojnych potrzebnych podczas zbliżającego się ogólnoświatowego konfliktu, jakim miała być wojna światowa.

### 1914–1918
Historia Polski w latach 1914–1918 obejmuje krótki, bo zaledwie czteroletni fragment dziejów, ale wydarzenia tego czterolecia zaważyły w sposób decydujący na sytuacji Polski na arenie tak międzynarodowej, jak i wewnętrznej. W 1914 roku wybuchła I wojna światowa z udziałem mocarstw rozbiorowych: Austro-Węgier, Niemiec i Rosji. Doprowadziła ona do wzmocnienia wśród Polaków poczucia tożsamości narodowej, a jej przebieg i rezultaty (przede wszystkim upadek wszystkich trzech mocarstw zaborczych) umożliwiły odtworzenie niepodległego państwa polskiego.
Okres ten zawiera się pomiędzy dwiema datami – 3 sierpnia 1914 (przemówienie Piłsudskiego do żołnierzy w krakowskiej dzielnicy Oleandry) i 11 listopada 1918 (przekazanie Piłsudskiemu władzy przez Radę Regencyjną). Na przestrzeni tego czasu – wraz z przesuwaniem się frontów i zmiennymi losami poszczególnych mocarstw zaborczych, kształtowały się zarówno koncepcje polskie (dotyczące sposobów i dróg do odzyskania niepodległości), jak i koncepcje zaborców oraz Europy Zachodniej i Stanów Zjednoczonych, prowadzące do rozwiązania sprawy polskiej. W rezultacie trudnego wcześniej do przewidzenia przebiegu wojny wszystkie zainteresowane strony musiały prześcigać się w deklaracjach, a wkrótce także i w czynach, które legły u podstaw tworzenia polskiego wojska (Austro-Węgry, okupacja niemiecka, Rosja, Francja) i zalążków organizmu państwowego (okupacja niemiecka, Francja). Wszystko to razem sprawiło, że gdy 11 listopada 1918 roku I wojna światowa została zakończona, Polska powstała jako państwo uznane na arenie międzynarodowej, dysponujące przygotowaną kadrą polityczną i administracyjną oraz zawiązkami wojska, organów władzy wykonawczej i sądowniczej.

## Zabór rosyjski
Władcy Imperium Rosyjskiego, rządzący terenami dawnej Rzeczypospolitej, prowadzili rządy autokratyczne i absolutne. Wobec Polaków stosowali najczęściej politykę asymilacji, mającą z nich uczynić „prawdziwych chrześcijan, lojalnych obywateli i dobrych Rosjan”, działając w tym celu metodami perswazji i przymusu. Władze carskie zlikwidowały dotychczasowe instytucje szlacheckiej demokracji, wprowadzono obowiązek służby wojskowej w stałej armii, województwa zastąpiono guberniami, wprowadzono scentralizowaną i opartą na hierarchii administrację państwową, która miała uczyć i wymagać posłuszeństwa wobec władcy. W 1815  r. na części terytorium Księstwa Warszawskiego utworzono Królestwo Polskie ze stolicą w Warszawie, które połączone było z Rosją unią personalną, z carem jako tytularnym królem; jednak w 1831  r. Sejm zdetronizował króla Mikołaja I Romanowa i odsunął dynastię Romanowów od tronu polskiego. Wprowadzono cenzurę i politykę rusyfikacji szkół, urzędów i życia publicznego. Mimo że Polaków traktowano z podejrzliwością jako potencjalnych buntowników, polityka przymusu i egzekwowania posłuszeństwa wymierzona była w tym samym stopniu we wszystkich poddanych cara, niezależnie od narodowości.
Społeczeństwo zaboru rosyjskiego upatrywało szansy na wyzwolenie w napoleońskiej Francji, w armii Napoleona utworzono dwa legiony polskie. Nadzieje te zostały jednak rozwiane, gdyż Napoleon nie zamierzał wykorzystać legionów do walki o niepodległość Polski. Dopiero po klęsce Rosji i Prus z Francją w 1805 i 1806 roku utworzono kontrolowane przez Francję Księstwo Warszawskie. Księstwo przywracało częściową autonomię władz polskich, nie przetrwało jednak długo. Po upadku Napoleona, w 1815 roku zwycięskie państwa zadecydowały o jego kolejnym podziale.
Carska polityka asymilacji Polaków w rosyjskim społeczeństwie nie przynosiła zamierzonych skutków. W życiu społecznym i towarzyskim Polacy funkcjonowali osobno wobec Rosjan, a państwowy przymus rodził w nich uczucia frustracji i odizolowania. Jednocześnie postępował proces industrializacji i rozwoju technologicznego, czego społecznym skutkiem był nagły rozwój miast, głównie przemysłowej Łodzi i handlowo-finansowej Warszawy, które wielokrotnie zwiększyły swoje populacje. W miastach powstawały społeczne klasy robotników i przemysłowców, podczas gdy wieś pozostawała zacofana – obowiązek pańszczyzny trwał w Kongresówce aż do 1864 r., o wiele dłużej niż w pozostałych zaborach. Znaczną częścią miejskich klas społecznych stawali się Żydzi, zarówno migrujący do miast za pracą Żydzi polscy, jak i przesiedlani z Rosji, tzw. Litwacy.
W 1825  r. na tron wstąpił autorytarny car Mikołaj I, który wkrótce objął represjami powstałe w Polsce tajne stowarzyszenia narodowe. Działania te nałożyły się na falę rewolucji w Europie w kolejnych latach. W roku 1830 grupa polskich spiskowców w carskiej armii, po otrzymaniu wieści o mobilizacji wojska rosyjskiego w celu rozbicia rewolucji w Belgii i Francji, postanowiła podjąć akcję zbrojną. 29 listopada 1830 wybuchło powstanie listopadowe. W lutym 1831 do Królestwa wkroczyły wojska rosyjskie, które zostały przez powstańców wyparte, jednak podzielony politycznie sztab powstańczy nie wykorzystał początkowego zwycięstwa. Wojska rosyjskie nadrobiły straty w lipcu 1831 i wspomagane przez Prusy rozbiły powstanie dwa miesiące później. Uczestników powstania skazywano na zsyłkę lub kary więzienia, zawieszono funkcjonowanie sejmu i większości instytucji publicznych. Około 10 tys. osób opuściło Królestwo, tworząc we Francji środowisko tzw. Wielkiej Emigracji. Represje w Królestwie Polskim utrzymano do śmierci Mikołaja I.
Panowanie Mikołaja II przyniosło odwilż polityczną, amnestię dla zesłańców i częściowe przywrócenie praw obywatelskich. Równocześnie odrodziły się jednak tajne związki, głoszące hasła „rewolucji moralnej”, która wkrótce opanowała społeczeństwo. Aby powstrzymać tendencje rewolucyjne, ugodowy polityk Aleksander Wielopolski w styczniu 1863 zarządził rozpoczęcie poboru do wojska, który spiskowcy odebrali jako akt agresji i zaatakowali rosyjskie garnizony, rozpoczynając powstanie styczniowe. Powstańcy podzieleni na polityczne frakcje „białych” i „czerwonych” i pozbawieni spójnego dowództwa, prowadzili walki partyzanckie. Powstanie stłumione zostało w sierpniu 1864. Po jego upadku nastąpiła kolejna fala brutalnych represji, formalnie zlikwidowano również Królestwo Polskie jako oddzielną prowincję.
Ostatnie dziesięciolecia XIX wieku były dla zaboru rosyjskiego okresem umiarkowanego rozwoju, w którym społeczne i polityczne straty wywołane upadkiem powstania styczniowego równoważone były postępującym procesem industrializacji miast oraz kształtowaniem się polskiej sceny politycznej, która w pełni zaistnieć miała w początkach XX wieku.

### Gospodarka
Królestwo Polskie istniało w początkowym kształcie przez 15 lat. W tym okresie miał miejsce znaczny rozwój gospodarczy, dotyczył zwłaszcza tworzących się przemysłów metalurgicznego, górniczego i włókienniczego. Przemysł metalurgiczny to głównie hutnictwo żelaza i cynku, które rozwijało się w rejonie Dąbrowy Górniczej i Starachowic. Wydobycie węgla, cynku i miedzi koncentrowało się w Zagłębiu Dąbrowskim. Przemysł włókienniczy obejmował manufaktury sukiennicze i bawełniane w Łodzi oraz setki warsztatów sukienniczych, zlokalizowanych w Kaliszu, Sieradzu i Warszawie (kalisko-mazowiecki okręg przemysłowy). Rozwój tej dziedziny produkcji był możliwy głównie dzięki eksportowi na rynki rosyjskie, czemu sprzyjały niskie, preferencyjne cła na granicy z Rosją. Eksport zagraniczny zwiększył się w Królestwie trzykrotnie, a niektóre polskie wyroby zdobyły uznanie na rynkach światowych. Ojcem owej industrializacji Królestwa Polskiego był minister skarbu Rady Administracyjnej, książę Franciszek Ksawery Drucki-Lubecki.
Rozwijały się miasta, głównie Warszawa, Kalisz, Lublin i Płock. Warszawę uporządkowano urbanistycznie, rozpoczęto wielką przebudowę Kalisza. Powstawały nowe miasta związane z rozwijającym się przemysłem w okolicach Łodzi. Znacznie rozwinęły się w Królestwie inwestycje komunikacyjne, obejmujące budowę sieci bitych dróg, uspławnienie rzek, rozpoczęto budowę Kanału Augustowskiego. Gorzej przedstawiał się rozwój produkcji rolniczej, głównie na skutek utrzymywania feudalnych struktur pańszczyźnianych na wsi. Rządząca szlachta nie zamierzała przeprowadzać uwłaszczenia chłopów, jakiego dokonano na zachodzie Europy z korzyścią dla koniunktury rolnej.

### Religia
Katolicy stanowili w 1827 roku 84% ludności Królestwa Polskiego, wyznawcy obrządku greckiego 1,9%, protestanci 4,4%, Żydzi 9,1%.
W 1871 roku obszar Królestwa Polskiego zamieszkiwało 6 026 421 mieszkańców, z czego 4 596 956 (76,28%) stanowili katolicy rytu łacińskiego, a 327 845 (5,44%) – protestanci.
Ewangelicy-reformowani (kalwiniści) zamieszkujący Królestwo początkowo należeli do trzech różnych prowincji kościelnych sięgających I Rzeczypospolitej: parafie w Żychlinie i Woli Tłumakowej, podlegały Jednocie Wielkopolskiej; 5 parafii należało do Jednoty Małopolskiej, zaś parafia w Serejach do Jednoty Litewskiej. Osobno funkcjonowały parafie w Warszawie i Zelowie. W 1817 r. powołano konsystorz ewangelicko-reformowany w Warszawie, któremu podlegały wszystkie parafie poza małopolskimi i na czele którego stanął energiczny ks. Karol Bogumił Diehl. Szacuje się, ze liczba ewangelików-reformowanych sięgała wtedy ok. 2500 wiernych. W l. 1829-1849 weszli oni w skład Generalnego Konsystorza Wyznań Ewangelickich. Po jego likwidacji ukazem cara-króla Mikołaja I powołano Synod Ewangelicko-Reformowany zwany popularnie Jednotą Warszawską i obejmujący pięć parafii: w Warszawie, Serejach, Sielcu, Zelowie i Żychlinie i skupiający około 4500 wiernych. Z czasem utworzono kolejne parafie w Kucowie (1850), Lublinie i Starowicznej (1852), Żyrardowie (1874), Suwałkach (1877), Nowosolnej (1881) i Łodzi (1904). Według spisu z 1897 r. na terytorium Królestwa mieszkało 5503 ewangelików-reformowanych. Najliczniejszymi parafiami były parafie w Warszawie i Zelowie. Wśród władz kościoła dominowali Polacy i polski był językiem liturgicznym, choć nabożeństwa odprawiano po polsku, niemiecku i francusku. Według spisu z 1897 r. liczebnie przeważali Czesi (48%), Niemcy (27%) a Polacy mieli stanowić zaledwie 21% wiernych.

## Zabór pruski
Po upadku Księstwa Warszawskiego w roku 1815, na terenie przejętym przez Królestwo Pruskie powstało mające zaspokoić narodowe ambicje Polaków Wielkie Księstwo Poznańskie, które po powstaniach wielkopolskich w latach 1846 i 1848 zlikwidowano. Pruska polityka germanizacji na ziemiach polskich w ramach Kulturkampfu nasiliła się po upadku powstania. Objęcie stanowiska kanclerza Rzeszy przez Ottona von Bismarcka spowodowało kolejne zaostrzenie polityki germanizacyjnej.
Tereny dawnego zaboru pruskiego charakteryzowały się zdecydowanie większym poziomem rozwoju gospodarczego i szkolnego niż obszary zaborów austriackiego i rosyjskiego. Przemysł i rolnictwo były o wiele bardziej rozwinięte, a odsetek analfabetów był niższy. I tak oto na ziemiach, które przed 1914 należały do Cesarstwa Niemieckiego, a w latach 1918–1921 znalazły się w granicach odrodzonej Polski można zauważyć, że były zdecydowanie lepiej rozwinięte niż ziemie, które przed 1914 należały do Imperium Rosyjskiego i Austro-Węgier. Tereny Wielkopolski, Górnego Śląska i Pomorza Gdańskiego, w tym ziemi chełmińskiej, oraz zachodnich Kujaw miały wysoko rozwinięte rolnictwo czy przemysł, a poziom analfabetyzmu nie przekraczał kilku procent. I choć na niektórych terenach dawnego zaboru rosyjskiego znajdowały się dość dobrze rozwinięte miejsca związane z rolnictwem i przemysłem, m.in. wschodnie Kujawy, Lubelszczyzna, Wołyń, przemysłowe okręgi łódzki, warszawski, białostocki czy staropolski, to nie było to aż na taką dużą skalę jak na terenach, które należały do Niemiec przed 1914 r., gdyż pozostała część terenów należących przed 1914 do Rosji była słabo rozwinięta i dość powszechny był analfabetyzm, któremu sprzyjał brak obowiązku szkolnictwa w zaborze rosyjskim, zaś rolnictwo było związane raczej z miejscami, gdzie występowały gleby dobrej jakości, a tereny wiejskie były biedne, mimo miejsc z rolnictwem i przemysłem.
Teren zaboru austriackiego był jeszcze gorszy dla rolnictwa, ze względu na wyżynno-rolnicze tereny i występował tylko przemysł naftowy. Jedynie w zaborze austriackim analfabetyzm był niższy niż na terenie zaboru rosyjskiego, ze względu na obowiązek szkolny. Dodatkowo na terenach należących do Niemiec przed 1914 rokiem na terenach wiejskich zdecydowanie dominowały domy murowane, w przeciwieństwie do terenów należących przed 1914 do Rosji i Austro-Węgier, gdzie dominowały domy drewniane na terenach wiejskich. Oświetlenie i elektryfikacja miast w zaborze pruskim były także lepsze niż w pozostałych, dużo większy procent mieszkań i domostw miał dostęp do kanalizacji i bieżącej wody. Pod względem rozwoju polskości i języka polskiego najlepsza sytuacja była w zaborze austriackim, zaś pod względem rozwoju gospodarczego w pruskim.
Powstanie wielkopolskie wybuchło po zakończeniu I wojny światowej w 1918 roku, podczas wizyty powracającego do już niepodległej Polski Ignacego Jana Paderewskiego, który będąc w drodze do Warszawy, przybył do Poznania 27 grudnia. Powstańcy w krótkim czasie opanowali całą tak zwaną Prowincję Poznańską z wyjątkiem jej północnych i południowo-zachodnich obrzeży. Powstanie zakończyło się zwycięstwem 16 lutego 1919 roku.

### Germanizacja
W 1772 roku miał miejsce I rozbiór Rzeczypospolitej. W wyniku kolejnych rozbiorów Polska przestała istnieć na mapie jako państwo. Jej teren wcielony został do Prus, Cesarstwa Austrii i Rosji. Po upadku insurekcji kościuszkowskiej Prusy (w granicach których znalazła się nawet Warszawa) składały się w 40% z obywateli narodowości polskiej. Wszystko wskazywało na to, że królestwo stanie się państwem germańsko-słowiańskim. Tak się jednak nie stało. Dawną politykę dynastyczną dworu pruskiego zastąpił nowy niemiecki nacjonalizm.
Prusacy przystąpili do intensywnej akcji scaleniowej. Głównymi jej elementami było osiedlanie na ziemiach polskich ludności niemieckiej. Rozdawano lub sprzedawano po niskich cenach skonfiskowane w roku 1795 dobra ziemskie klasztorów i uczestników powstania kościuszkowskiego oraz podjęto germanizowanie młodzieży polskiej, realizowane m.in. przez naukę w szkole niemieckiej oraz służbę wojskową w armii pruskiej. W celu przygotowania młodzieży do służby wojskowej Prusacy utworzyli w Kaliszu, w zabudowaniach lewego skrzydła byłego kolegium jezuickiego, szkołę wojskową – Korpus Kadetów. Urzędowe otwarcie tej szkoły nastąpiło w roku 1797, a początkowa liczba stu dwudziestu pięciu uczniów w krótkim czasie wzrosła do 200. Nauka obejmowała kurs przygotowawczy z zakresu języka niemieckiego, historii Prus, podstaw matematyki i przedmiotów wojskowych. Absolwentów tej szkoły kierowano następnie do Korpusu Kadetów w Berlinie, a po jego ukończeniu do służby w wojsku pruskim.
Postępowanie władz okupacyjnych w stosunku do ludności polskiej spotkało się z wrogim przyjęciem. Ten nieprzychylny stosunek do Prusaków pogłębiały jeszcze wiadomości o wojnach toczonych przez Napoleona Bonaparte oraz o walkach działających przy jego boku Legionów Polskich, dowodzonych przez Jana Henryka Dąbrowskiego. W 1806 r., gdy wojska pruskie zostały rozgromione przez armię napoleońską, sytuacja ludności polskiej zamieszkującej na obszarach objętych zaborem pruskim uległa całkowitej zmianie, sprawa polska znalazła się bowiem w orbicie zainteresowań cesarza francuskiego.
Zmasowaną akcję germanizacyjną ludności polskiej rozpoczęto na szeroką skalę w latach trzydziestych XIX wieku. Na Śląsku, Pomorzu Gdańskim, Warmii oraz na Mazurach władze pruskie wymieniały w szkolnictwie oraz administracji urzędników pochodzenia polskiego na Niemców. Po powstaniu listopadowym w Wielkim Księstwie Poznańskim zlikwidowano stanowisko polskiego namiestnika (Antoniego Radziwiłła) i rozpoczęto ograniczanie języka polskiego w szkolnictwie i administracji. Rząd pruski prowadził także akcję wykupywania od zubożałej polskiej szlachty folwarków i posiadłości ziemskich.
Po upadku powstania styczniowego nastąpiły aresztowania Polaków i dalsze zaostrzenie kursu antypolskiego. Po zjednoczeniu Niemiec w 1871 roku kanclerz Bismarck ogłosił akcję kulturkampfu. Ksiądz, który nie zgodził się poddać Kulturexamen był usuwany z urzędu, a diecezjom odbierano subwencje. W 1874 roku usunięto język polski ze szkół średnich, a w 1886 roku z elementarnych. Wobec dzieci, które odezwały się w szkole po polsku, były stosowane kary cielesne przez niektórych niemieckich nauczycieli. Polaków mieszkających w Niemczech oraz innych zaborach najbardziej zbulwersowały wydarzenia w latach 1901–1902 w szkole we Wrześni. Dzieci polskie zostały tam skatowane przez niemieckich nauczycieli i policję za to, że podczas lekcji religii nie chciały mówić po niemiecku. W proteście ogłosiły tzw. strajk dzieci wrzesińskich, który odbił się głośnym echem w ówczesnym świecie. Przeciw brutalnej germanizacji polskich dzieci we Wrześni protestowali Maria Konopnicka oraz Henryk Sienkiewicz. Konopnicka napisała bardzo emocjonalny wiersz „O Wrześni”, a Sienkiewicz w krakowskim czasopiśmie „Czas” opublikował dwa listy: w listopadzie 1901 roku – „O gwałtach pruskich” oraz „List otwarty do J.C.M. Wilhelma II, króla pruskiego” w listopadzie 1906 r. W listach tych piętnował postępowanie władz pruskich wobec polskich dzieci, a także antypolską politykę pruską. List z 1906 roku wydrukowały wszystkie polskie gazety w zaborach austriackim i rosyjskim oraz wiele czasopism zagranicznych, ponieważ w roku 1905 Sienkiewicz otrzymał nagrodę Nobla za całokształt pracy artystycznej, stając się bardzo znaną osobą na świecie.
W 1886 roku rząd niemiecki utworzył Komisję Kolonizacyjną oraz Komisję Generalną, których zadaniem był wykup ziemi od Polaków mieszkających w Wielkopolsce oraz na Pomorzu Gdańskim. W zamian na ziemiach tych masowo osiedlano niemieckich chłopów sprowadzanych z głębi Rzeszy. Na ten cel rząd pruski jednorazowo przeznaczył 100 mln marek, a po ich wyczerpaniu stale dotował budżet Komisji. W sumie do roku 1914 Komisja zużyła około 1 mld marek niemieckich – w ramach tej szeroko zakrojonej akcji zakupiła w latach 1886–1915 126 259 ha z rąk polskich. W sumie na zakupionych terenach zasiedlono około 150 tys. małorolnych i średniorolnych chłopów z głębi Niemiec.
W 1894 roku powstał w Poznaniu „Niemiecki Związek Marchii Wschodniej” (niem. Deutscher Ostmarkenverein, DOV) przez Polaków zwany Hakatą (od nazwisk założycieli Hansemanna, Kennemanna, Tiedemanna). Była to organizacja zrzeszająca niemieckich nacjonalistów, prowadząca ostrą propagandę antypolską. To właśnie z jej inicjatywy wydano w 1904 roku ustawę, która zabraniała wznoszenia bez zgody miejscowych władz budynków mieszkalnych na nowo nabytych gruntach. Słynny był przypadek Michała Drzymały, który nie mogąc otrzymać pozwolenia na budowę domu zamieszkał wraz z rodziną w wozie cyrkowym.
W 1908 roku Reichstag przegłosował nową ustawę o stowarzyszeniach z tzw. „paragrafem kagańcowym” (par. 12). Przewidywał on, że zebrania w języku innym niż niemiecki mogą odbywać się tylko w miastach gdzie ludność polska stanowi więcej niż 60%. Działania te przynosiły skutek przeciwny od zamierzonego.
Polacy w zaborze pruskim wielokrotnie występowali zbrojnie przeciw Niemcom. Na przestrzeni 100 lat – między 1794 a 1919 w Wielkopolsce miało miejsce pięć tzw. powstań wielkopolskich, w których patrioci polscy starali się uzyskać niepodległość. Cały ten okres doprowadził w końcu do przyłączenia Wielkopolski, którą Niemcy zwali „Südprussen” do II Rzeczypospolitej.

## Zabór austriacki
Rządzona przez dynastię Habsburgów Austria była politycznie najsłabsza – i od 1867 r., po klęsce w wojnie z Prusami zarazem najbardziej liberalna – z trzech państw zaborczych. Z włączonych do Austrii ziem polskich zostało utworzone Królestwo Galicji i Lodomerii. Nazwa ta miała wywodzić się od średniowiecznych księstw ruskich, Halicza i Włodzimierza. Galicja była prowincją odległą od Wiednia, najmniej rozwiniętą gospodarczo. W przeciwieństwie do zaboru rosyjskiego, w Galicji nie rozwinął się nigdy wielki przemysł, nie powstała klasa robotników ani miejska klasa średnia. Poza kopalnią soli w Wieliczce i polami naftowymi w Borysławiu Galicja nie przynosiła wielkiego dochodu. Klasę wpływową stanowiło kilka bogatych polskich rodzin arystokratycznych, średnia szlachta utrzymywała się z nierentownych folwarków i była w większości zadłużona, natomiast wieś była poważnie przeludniona i bytowała na granicy nędzy. Jakość i długość życia na wsi były najniższe ze wszystkich zaborów. Często jedynym wyjściem dla galicyjskich chłopów był wyjazd z kraju – tylko w ostatnich 25 latach XIX wieku Galicję opuściło 2 miliony osób.
Stolicą prowincji stał się Lwów, po 1846 roku do Galicji włączono też Wolne Miasto Kraków, dotąd formalnie autonomiczne. Polacy stanowili 45% ludności; podobną część (41%) stanowili Ukraińcy, wcześniej określający się jako Rusini. Do połowy XIX wieku Austria była scentralizowaną monarchią absolutną, w której ziemie polskie nie odgrywały większej roli. W roku 1846 wybuchło zorganizowane przez szlachtę powstanie krakowskie – niewielka niepodległościowa akcja zbrojna, która zbiegła się z wybuchem antyszlacheckiego powstania chłopskiego, znanego jako rabacja galicyjska. Wybuch rabacji został częściowo sprowokowany przez Austriaków w celu zatrzymania działań szlachty i wewnętrznego skłócenia społeczeństwa. Powstanie krakowskie zostało stłumione, natomiast rabacja przekształciła się w obejmujące całą Galicję brutalne rozruchy wymierzone w dwory. Ostatecznym skutkiem rebelii było powiększenie międzyklasowych podziałów, ale też początek upadku feudalizmu i zniesienie pańszczyzny.
Od lat 60. XIX wieku grupa konserwatywnych polityków pod przywództwem Agenora Gołuchowskiego dążyła do przyznania Galicji autonomii wewnątrz cesarstwa. W wyniku ich starań w latach 1867–1872 Galicja otrzymała szereg praw – ustanowiono Sejm Krajowy decydujący o sprawach prowincji, przywrócono urzędowy język polski oraz polskojęzyczne wykłady na uniwersytetach, zakładano nowe instytucje nauki. Mimo że sejm został zdominowany przez arystokrację, Galicja była jedynym zaborem, w którym Polacy uczestniczyli w rządach. Rozwój naukowy przyczynił się do wykształcenia pokolenia wybitnych naukowców i artystów, a Kraków i Lwów stały się centrami kultury. Druga połowa XIX wieku stała się w Galicji również czasem formowania narodowego ruchu niepodległościowego zarówno dla Polaków, jak i dla Ukraińców. W Krakowie rozpoczęły swoją działalność Legiony Piłsudskiego.

### Gospodarka
Przed okresem industrializacji, korzystne warunki naturalne panujące na tych ziemiach powodowały poważne przeludnienie wsi. Pierwsze próby władz zmierzające do reform i unieważnienia wszystkich umów dziedziców z poddanymi, w których ustalone były obowiązki odrabiania pańszczyzny spełzły na niczym (zob. Kazimierz Milbacher). W konsekwencji zastąpienie tradycyjnego prawa polskiego prawem austriackim znoszącym przeżytki ustroju feudalnego zakończyły się wybuchem rzezi galicyjskiej.
Przez pierwszych osiemdziesiąt lat był to cywilizacyjnie najbardziej zapóźniony zabór. Nie doświadczył ani skutków doby stanisławowskiej, ani reform austriackiego oświeconego absolutyzmu. Władze w Wiedniu przez długi czas prowadziły w stosunku do tego regionu politykę w pewnym sensie kolonialną: poziom podatków był bardzo wysoki, a mieszkańcy Galicji nieproporcjonalnie często wcielani byli do wojska. Prowincja ta z punktu widzenia rządu cesarskiego nie prezentowała również sobą szczególnej wartości: poważnie rozważano możliwość ewentualnego przehandlowania tych ziem na rzecz terytoriów bałkańskich czy niemieckich.
Od połowy XIX wieku, pomimo swobody prowadzenia działalności gospodarczej oraz relatywnie gęstej (w porównaniu do ziem zaboru rosyjskiego) sieci kolejowej, Galicja była najsłabiej rozwiniętym i najbiedniejszym krajem koronnym Austrii, co powodowało liczną emigrację, m.in. do Ameryki Północnej. Historyk Norman Davies określa sytuację w Galicji jako bardziej beznadziejną niż w Irlandii w początkowym okresie wielkiej klęski głodu. Wydana w 1888 roku we Lwowie publikacja Stanisława Szczepanowskiego pt. Nędza Galicji w cyfrach daje przejmujący obraz rzeczywistości prowincji, w której 50% dzieci umierało przed ukończeniem 5 roku życia. W 1900 1 lekarz przypadał na 9 tysięcy mieszkańców, a w 100-tysięcznym powiecie Borszczów nie istniał ani jeden szpital. 33% miejscowości pozbawionych było szkoły, a 1 nauczyciel przypadał na 91 uczniów. Wadliwa była struktura użytkowania ziemi: ponad 40% areału znajdowało się w rękach 2,4 tys. wielkich posiadaczy, podczas gdy 80% chłopów posiadała gospodarstwa mniejsze od 4 ha. W Galicji występowała szachownica gruntów rolnych, długich i wąskich działek na równinach oraz krótkich i wąskich na terenach górzystych. Przysłowiowa galicyjska bieda stała się przyczyną, dla której nazwę prowincji przekręcano na Golicja i Głodomeria.

## Kultura polska w okresie zaborów
Okres rozbiorów stanowił czas dynamicznego rozwoju polskiej kultury, która przyczyniła się do rozwoju polskiej świadomości narodowej.
Druga połowa XIX w. stanowi okres kształtowania się świadomości narodowej warstw ludowych we wszystkich zaborach.

### Literatura

#### Romantyzm
Sytuacja utraty niepodległości w 1795 wpłynęła w znaczny sposób na literaturę polską, która pełniła odtąd funkcję utrzymywania świadomości narodowej. Pod wpływem romantyzmu niemieckiego i angielskiego wykształcił się i rozwinął nurt polskiego romantyzmu, początkowo rywalizujący z klasycyzmem i sentymentalizmem postanisławowskim, później zaś dominujący aż do 1863 roku. W okresie porozbiorowym gromadzono podania, legendy i pieśni ludowe (Oskar Kolberg). Sytuację literacką zmienił upadek powstania listopadowego: piśmiennictwo od tamtego momentu podzieliło się na literaturę krajową (powieści historyczne Kraszewskiego, gawędy szlacheckie Rzewuskiego, komedie obyczajowe Fredry) oraz emigracyjną, gdzie powstały ważne dzieła dla polskiej literatury: Mickiewicza Dziady i Pan Tadeusz (który został uznany za epopeję narodową), Słowackiego Kordian, Krasińskiego Nie-Boska komedia. Nastąpił gwałtowny rozwój liryki, w tym poezji mistycznej, pojawiły się takie gatunki, jak dramat romantyczny, poemat dygresyjny i szereg innych. Do dzieł powstałych w tamtym okresie odnosiły się wszystkie późniejsze epoki literackie

#### Pozytywizm
Rok 1864 (upadek powstania styczniowego) uznaje się zazwyczaj za początek pozytywizmu w Polsce. Sytuacja polityczna kraju, niewiara w odzyskanie niepodległości metodą zbrojnego oporu oraz zainteresowanie odkryciami naukowymi, zmieniły rolę przypisywaną literaturze polskiej tego okresu. Miała być ona przede wszystkim użyteczna i reagować na aktualne wydarzenia i problemy społeczne. Zmniejszyło się znaczenie poezji (choć wciąż powstawała, tworzyli m.in. Maria Konopnicka, Adam Asnyk), a najwyżej cenionym gatunkiem literackim stała się powieść realistyczna (m.in. Meir Ezofowicz i Nad Niemnem Elizy Orzeszkowej oraz Lalka Bolesława Prusa) lub tendencyjna (m.in. Kraszewski Dziadunio, Orzeszkowa Pan Graba, Pamiętnik Wacławy). Tworzono również liczną nowelistykę (Konopnicka, Sienkiewicz, Prus), a także powieści historyczne, takie jak: Faraon Prusa oraz Ogniem i mieczem, Potop, Pan Wołodyjowski, Krzyżacy, Quo vadis Henryka Sienkiewicza.

#### Młoda Polska
Młoda Polska jest samookreśleniem grupy artystów z lat 1890–1918 i pochodzi z manifestu programowego Artura Górskiego, w którym skrytykował on pozytywistów i przedstawił program literacki młodych twórców. W programie zwrócono uwagę na ponadprzeciętność artysty, podniesiono go do rangi wieszcza, zwykłego człowieka zaś nazwano „filistrem”, czyli osobą ograniczoną. Żądano wolności oraz oddzielenia sztuki od dziedzictwa kulturowego. Powstaje hasło „sztuka dla sztuki” oznaczające rezygnację z obywatelskich powinności piśmiennictwa, a położenie nacisku na indywidualizm i jednostkowe przeżycie. Jednocześnie niektórzy twórcy kontynuowali problematykę wyzwoleńczą. Wtedy tworzyli Jan Kasprowicz, Tadeusz Miciński, Leopold Staff, Stanisław Wyspiański, Stefan Żeromski. Ważną postacią okresu Młodej Polski był Stanisław Przybyszewski, z którego dorobku na uwagę zasługują powieść Il Regno Doloroso oraz autobiografia Moi współcześni.

### Sztuka

#### Romantyzm i pozytywizm
Paradoksalnie, w okresie zaborów na terenach Polski w dawnym i obecnym kształcie znaczenie sztuki obcej maleje, albowiem główne nurty rozwijały się w głównych ośrodkach artystycznych państw zaborczych (Berlin, Wiedeń, Petersburg), aczkolwiek wielu polskich artystów kształciło się na Zachodzie m.in. w Paryżu, Monachium i Rzymie. Wzrasta natomiast pozycja polskich artystów, szczególnie w II połowie XIX wieku, głównie na terenach zaborów rosyjskiego i austriackiego, w okresie autonomii galicyjskiej Kraków stał się swoistym centrum sztuki. W architekturze, po zmierzchu klasycyzmu około lat 30. XIX w. dominuje historyzm, a następnie wraz z nim eklektyzm i secesja. We wszystkich trzech zaborach przyjął się podział stylów historyzujących dostosowanych do funkcji budowli. Nawrót do form średniowiecznych (neoromanizm i neogotyk) widoczny jest głównie w architekturze sakralnej, której podporządkowane są elementy rzeźby i malarstwa. W przypadku budowli świeckich przyjmowano formy neorenesansowe głównie w szkołach, budynkach urzędowych (ratusz w Opolu) i ośrodkach naukowych (gmach PAN-u w Krakowie), co miało być odniesieniem do humanizmu epoki Odrodzenia. W stylu neobarokowym wznoszono często budowle rezydencjonalne (m.in. Pałac Kronenbergów w Warszawie) i wille rentierów i przedsiębiorców (willa Fritza Heroldta w Bydgoszczy, willa Rosta w Bielsku-Białej). Przykładem neoklasycyzmu jest Teatr Wielki w Poznaniu. W dobie kapitalizmu powstaje wiele willi i pałaców fabrykantów oraz liczne osiedla robotnicze (m.in. Biskupice, Kaufhaus, Giszowiec Nikiszowiec na Śląsku), a ponadto artyzm obejmuje architekturę przemysłową i budowli użyteczności publicznej. Wskutek industrializacji następuje gwałtowna urbanizacja nie tylko miast dawnych (Bytom), lecz także powstają nowe ośrodki miejskie z zabudową o charakterze robotniczym (Łódź, Żyrardów, Katowice). Ponadto rozwinęła się architektura sakralna. Na terenach wschodnich Niemiec, w tym zaboru pruskiego swoją twórczość realizowali architekci m.in. Karl Friedrich Schinkel, Friedrich August Stüler (Wielkopolska), Alexis Langer, Ludwig Schneider (Śląsk). W zaborze rosyjskim prym wiedli Józef Pius Dziekoński, Konstanty Wojciechowski, zaś austriackim Feliks Księżarski, Teodor Talowski, Jan Sas-Zubrzycki. Wraz z postępem romantyzmu i historyzmu architekci kreowali nowe kierunki stylistyczne (gotyk wiślano-bałtycki, styl nadwiślański) które miały związek z poszukiwaniem stylu narodowego.
Romantyzm objął głównie malarstwo, którego głównymi przedstawicielami byli Piotr Michałowski, Henryk Rodakowski i Artur Grottger, podejmując często wątki narodowowyzwoleńcze. Artystami łączącymi wątki romantyczne z realistycznymi byli Maksymilian Gierymski i przede wszystkim Jan Matejko. Tenże ostatni, przyjmując historiozoficzną myśl, w swoim bogatym oeuvre zilustrował wszystkie najważniejsze wątki z historii Polski, obrazując często potęgę narodu polskiego i jego znanych bohaterów. Przedstawicielem akademizmu był Henryk Siemiradzki ilustrujący epizody ze starożytnego Rzymu zwłaszcza w okresie trudnym dla rozwoju chrześcijaństwa. Realistyczny pejzaż preferował m.in. Józef Szermentowski malujący głównie krajobrazy wiejskie i małomiasteczkowe Kieleczczyzny i Ziemi Sandomierskiej, zaś wątki z życia codziennego malował Aleksander Gierymski. Jego tematyka oscylowała wokół prozy codziennego życia osób różnych warstw społecznych, w tym życia chłopów, żydów i warszawskiej biedoty. Artyści dość powściągliwie przyjęli nurt impresjonistyczny, ograniczając go do pojedynczych dzieł (Józef Pankiewicz, Władysław Podkowiński), lub subiektywnej percepcji tego stylu (Olga Boznańska).

#### Młoda Polska
Autonomia galicyjska przywróciła najwyższą rolę Krakowa w kulturze, nauce i sztuce, co zbiegło się z okresem Młodej Polski, której głównymi przedstawicielami byli tworzący w duchu secesji Stanisław Wyspiański, Józef Mehoffer i symbolizmu Jacek Malczewski czy Witold Wojtkiewicz. Okres ten sprzyjał rozwojowi indywidualistów takich jak m.in. portrecistka Olga Boznańska, poruszający tzw. problem kultu żywiołów pejzażyści Ferdynand Ruszczyc, Julian Fałat, Jan Stanisławski i jego uczniowie czy rzeźbiarz Xawery Dunikowski. Szczególnie przyjął się wątek narodowowyzwoleńczy, czego dobrym przykładem jest rzeźbiony Pochód na Wawel Wacława Szymanowskiego. W architekturze przełomu stuleci historyzm i eklektyzm ustąpiły modernizmowi, którego pierwszym przejawem była secesja. Oprócz Krakowa powstawały dzieła w Poznaniu, Lwowie, Bielsku, Katowicach, Łodzi (kamienice przy ul. Piotrkowskiej). Czołowymi architektami byli m.in. Teodor Talowski, Franciszek Mączyński, Mikołaj Tołwiński. Preferowano budownictwo świeckie, głównie obiekty użyteczności publicznej i kamienice czynszowe. Wzrosła pozycja rzemiosła artystycznego. Propagatorem nowego podejścia do wzornictwa przemysłowego, architektury wnętrz i sztuki użytkowej było m.in. założone w 1887 r. towarzystwo Polska Sztuka Stosowana. Oprócz Stanisława Wyspiańskiego na tym polu działali m.in. Jan Szczepkowski i Karol Frycz. Na przełom XIX i XX wieku przypada progres malarstwa witrażowego. Produkcją ich zajmował się m.in. „Krakowski Zakład Witrażów S.G. Żeleński”. Większość malarzy Młodej Polski preferowała także rysunek, grafikę i plakat. Podhale zdominował lansowany przez Stanisława Witkiewicza styl zakopiański.

## Gospodarka na ziemiach polskich w okresie zaborów

### Rolnictwo
Różne systemy gospodarcze w poszczególnych zaborach spowodowały pogłębienie się różnic regionalnych w zakresie poziomu rozwoju rolnictwa. Różnice te są obserwowalne do dziś.
W zaborze austriackim stosunki agrarne podlegały silnej interwencji państwa dążącego do powiększenia renty odprowadzanej do skarbu państwa. Zmiany zaprowadzone w XVIII w. miały charakter postępowy i łagodziły poddaństwo chłopów. Jednak po śmierci cesarza Józefa II korzystny trend uległ odwróceniu.
W zaborze pruskim naczelną zasadą władz było wyciąganie z ziem jak największych korzyści dla państwa. Nastąpiło tu najwcześniej uwłaszczenie chłopów. Zlikwidowano rentę feudalną i nadano chłopom ziemię na mocy edyktu z 1807 r.
Na ziemiach zaboru rosyjskiego zniesiono niewolę chłopów, ale nie towarzyszyło temu uwłaszczenie. Ziemia w całości była własnością panów, a wprowadzane później akty sprzyjały rugowaniu chłopów z ziemi.
W Królestwie Polskim w 1816 r. założono w Marymoncie Instytut Agronomiczny, pierwszą w Polsce i jedną z pierwszych w Europie wyższą szkołę rolniczą; organizatorem i pierwszym dyrektorem instytutu był Jerzy Beniamin Flatt. W 1861 r. Instytut Agronomiczny został zamknięty, a następnie przeniesiony do Puław, gdzie w 1862 r. utworzono Instytut Politechniczny i Rolniczo-Leśny, w miejsce którego z kolei w 1869 r. utworzono Instytut Gospodarstwa Wiejskiego i Leśnictwa.

### Transport
Na przełomie XIX i XX w. rozwinęło się na ziemiach polskich budownictwo dróg utwardzonych. Przed I wojną światową gęstość dróg utwardzonych wynosiła: w Wielkopolsce 24 km na 100 km², w Galicji – 30 km, a w Królestwie Polskim – 7 km.